# Ella Lachmann
Ella Lachmann (1870 in Hamburg – nach 1902) war eine deutsche Opernsängerin (Sopran).

## Leben
Lachmann begann ihre Bühnenkarriere 1890 in Detmold, kam 1891 an das Stadttheater am Brausenwerth in Elberfeld, 1892 nach Königsberg, 1893 nach Nürnberg, wirkte sodann drei Jahre in Magdeburg, 1898 in Köln und von 1899 bis 1902 abermals am Stadttheater in Königsberg, wo sie als „Page“ in Hugenotten debütierte.
Sie war eine beliebte Opernsoubrette und Koloratursängerin, deren Leistungen sich durch Frische und Lebendigkeit auszeichneten. Regimentstochter, „Rose Friquet“, „Anna“ in Hans Heiling, „Gabriel“ in Nachtlager, „Leonore“ in Stradella, „Ännchen“ in Freischütz gehörten zu ihren erfolgreichen Darbietungen.
Sie verließ die Bühne, um sich fortab als Konzertsängerin, auf welchem Gebiete sie bereits nennenswerte Erfolge erzielte, zu betätigen.
Ihr Lebensweg nach 1902 ist unbekannt.